# Jože Hudales (pisatelj)
Jože Hudales, slovenski učitelj in pisatelj, kipar, slikar * 6. april 1937, Celje, † 12. junij 1997, Maribor. 

## Življenjepis

### Zasebno življenje
Jože Hudales se je rodil v učiteljski družini kot četrti otrok. Oče Oskar Hudales in mama Hedvika Matela sta poučevala na osnovni šoli v Šmartnem ob Paki. Tam je odraščal s starejšim bratom Oskarjem in sestrama Drago in Zoro. Oče je bil plodovit mladinski pisatelj, doma iz Tolminskega. Med drugo svetovno vojno je bila družina izseljena v Srbijo. Prvo so bival v Užicah in se vključili v NOB. Po zlomu Užiške republike se je družina ilegalno selila iz kraja v kraj (Zlatibor, Bor, Slavonska Požega). 
Junija 1945 se je družina vrnila v Maribor, kjer se je J.H. obiskoval osnovno šolo in nižjo gimanazijo ter nato učiteljišče, ki ga je zaključil 1958. 
Prvo je učiteljeval dve leti na osnovni šoli v Prevaljah. 1959-60 je delal v dijaškem domu v Kopru. Leta 1960 se zaposlil na osnovni šoli v Šmarju in poučeval na podružnični šoli v Koštaboni, naslednjo leto pa v matični šoli. Leta 1962 je delal na osnovni šoli Gračišče, na podružnični šoli Pregara. Leta 1964 se je poročil z Antonijo Bole, učiteljico v Šmarju in Gradinu. 1965 je jima je rodil sin Iztok. V tistem letu sta prosila za premestitev in tako dobila zaposlitev na osnovni šoli v Jurovskem Dolu, kjer je delal do upokojitve. 1968 je dobil hči Sabrino in naslednje leto sina Jadrana. V Jurovskem Dolu je deloval tudi v kulturnih in športnih društvih. 
Po krajši bolezni je umrl 1997. Pokopan na mariborskem pokopališču Pobrežje. Po njem se imenuje osnovna šola v Jurovskem dolu (OŠ J. Hudalesa Jurovski Dol). 

### Pisateljsko delo
Prve tekste je objavil v šolskem glasilu Koraki leta 1955, potem v Mladih upih, Svitu, Novi Obzorjih, Dialogih, mladinske tekste v Pionirksem listu, TIMu, pomurskem Vestniku. 
Napisal je nekaj scenarijev, a nobeden ni bil realiziran. Prvi scenarij Boutique (1968) je govoril o španskem borcu, drugi o pohorskem bataljonu (1971), in komedijo Oddelek za nekadilce (1974).
Najbolj znan je po biografskem romanu o Rudolfu Maistru. Prvi del Orel z razprtimi krili kaže Maistra med letoma 1894 in 1896, ko se šolal in seznanjal s slovenskimi modernisti. Drugi del General govori o obdobju boja za severno mejo.

### Romani
- Orel z razprtimi krili : roman o generalu Rudolfu Maistru. Murska Sobota : Pomurska založba, 1974
- General : roman o Rudolfu Maistru. Maribor : Obzorja, 1981